# 苏军烈士纪念塔
苏军烈士纪念塔，位于中国吉林省长春市人民广场，为一个省级文物保护单位，类型为近现代史迹及代表性建筑，公布时间为1961年4月13日。该文物保护单位由管理。
苏军烈士纪念塔的历史年代为1948年。